# Saint-Macaire-du-Bois
Saint-Macaire-du-Bois è un comune francese di 427 abitanti situato nel dipartimento del Maine e Loira nella regione dei Paesi della Loira.

## Società

### Evoluzione demografica
Abitanti censiti